# Vicento Ferreira de Carvalho
Vicento Ferreira de Carvalho war ein portugiesischer Kolonialverwalter. Von 1756 bis 1759 war er Gouverneur von Timor und Solor.
In dieser Zeit waren die Portugiesen auf Timor in schwerer Bedrängnis. Seit 1719 befand sich ein Großteil der timoresischen Herrscher in der Cailaco-Rebellion gegen die Kolonialmacht in Aufruhr. Die engsten Verbündeten der Portugiesen, die Topasse, waren in der Schlacht von Penfui gegen die Niederländische Ostindien-Kompanie (VOC) 1749 vernichtend geschlagen worden. 1756 schloss die VOC mit einem Großteil der Herrscher in Westtimor und den benachbarten Inseln im Vertrag von Paravicini ein Bündnis. Bei den Portugiesen verblieben im Westen nur Oe-Cusse und Ambeno mit der kolonialen Hauptstadt Lifau und etwas südlich Noimuti.
1759 entschied sich Vicento Ferreira de Carvalho, aufgrund der Situation aufzugeben und Lifau eigenmächtig an die Niederländer zu verkaufen. Als die Niederländer 1760 unter Hans Albrecht von Plüskow aber Besitz von dem Ort nehmen wollten, sahen sie sich einer Streitmacht der Topasse gegenüber. Von Plüskow wurde von Francisco da Hornay III. und António da Costa ermordet. Lifau verblieb offiziell im portugiesischen Besitz. Inwieweit der neue portugiesische Gouverneur Sebastião de Azevedo e Brito (1759 bis 1760) an der Abwehr beteiligt war, ist in den Quellen widersprüchlich angegeben.
Als Azevedo e Brito 1760 aus der Kolonie vertrieben wurde, übernahm zunächst ein Regierungsrat (Conselho Governativo) die Verwaltung der Kolonie, dem auch Vicente Ferreira de Carvalho angehörte. 1762 wurden die Mitglieder des Regierungsrats ausgetauscht. 1763 traf der neue Gouverneur Dionísio Gonçalves Rebelo Galvão auf Timor ein.

## Belege
- History of Timor – Technische Universität Lissabon (PDF-Datei; 805 kB)